# Patterson (Geòrgia)
Patterson és una població dels Estats Units a l'estat de Geòrgia. Segons el cens del 2000 tenia 627 habitants.

## Demografia
Segons el cens del 2000, Patterson tenia 627 habitants, 264 habitatges, i 180 famílies. La densitat de població era de 89 habitants/km².
Dels 264 habitatges en un 26,1% hi vivien nens de menys de 18 anys, en un 52,7% hi vivien parelles casades, en un 12,1% dones solteres, i en un 31,8% no eren unitats familiars. En el 31,1% dels habitatges hi vivien persones soles el 18,6% de les quals corresponia a persones de 65 anys o més que vivien soles. El nombre mitjà de persones vivint en cada habitatge era de 2,38 i el nombre mitjà de persones que vivien en cada família era de 2,98.
Per edats la població es repartia de la següent manera: un 24,1% tenia menys de 18 anys, un 7,7% entre 18 i 24, un 23,3% entre 25 i 44, un 25,4% de 45 a 60 i un 19,6% 65 anys o més.
L'edat mediana era de 42 anys. Per cada 100 dones de 18 o més anys hi havia 78,9 homes.
La renda mediana per habitatge era de 26.591 $ i la renda mediana per família de 33.750 $. Els homes tenien una renda mediana de 33.125 $ mentre que les dones 20.938 $. La renda per capita de la població era de 14.968 $. Entorn del 14,2% de les famílies i el 17,6% de la població estaven per davall del llindar de pobresa.

## Poblacions més properes
El següent diagrama mostra les poblacions més properes.